# Pachylembia chapalae
Pachylembia chapalae is een insectensoort uit de familie Archembiidae, die tot de orde webspinners (Embioptera) behoort. De soort komt voor in Mexico.
Pachylembia chapalae is voor het eerst wetenschappelijk beschreven door Ross in 1984.